# Elimia laeta
Elimia laeta är en snäckart som först beskrevs av Jay 1839.  Elimia laeta ingår i släktet Elimia och familjen Pleuroceridae. IUCN kategoriserar arten globalt som utdöd. Inga underarter finns listade i Catalogue of Life.